# Comuna Hlînna, Kozova
Hlînna (în ucraineană Глинна) este o comună în raionul Kozova, regiunea Ternopil, Ucraina, formată din satele Hlînna (reședința) și Zolocivka.

## Demografie
Componența lingvistică a comunei Hlînna
     Ucraineană (100%)
Conform recensământului din 2001, toată populația comunei Hlînna era vorbitoare de ucraineană (100%).